# Jesup (Iowa)
Jesup è una città degli Stati Uniti d'America, situata nello Stato dell'Iowa, nella Contea di Buchanan e in parte nella Contea di Black Hawk.